# Tonight (YUKIの曲)
「tonight」（トゥナイト）は、YUKIの楽曲。彼女の29枚目のシングルとして2015年11月4日にエピックレコードジャパンから発売された。

## 解説
前作「好きってなんだろう…涙/となりのメトロ」からおよそ3か月ぶりのシングルである。
シングルは初回生産限定盤・通常盤の2種類がリリース。
伊坂幸太郎原作のKADOKAWA/松竹配給映画『グラスホッパー』の主題歌として書き下ろされた。原作・台本を読み、映画を予め観て得た感想を元に作詞した。エンドロールまで観てJohn Lennon, Happy Xmas (War Is Over)の｢War Is Over｣すなわち｢争いは終わったんだ｣という主題が浮かび、｢雨は上がった｣で始まる歌詞になった。

## 収録曲
全作詞：YUKI
CD
1. tonight
  - 作曲：AlbatoLuce / 編曲：YUKI & 玉井健二 & 百田留衣
  - KADOKAWA/松竹配給映画『グラスホッパー』主題歌
  - PV撮影時のバンドメンバー　Drums：河村"カースケ"智康、Bass：種子田健、Piano：島田昌典
  - 2015年12月25日放送の「ミュージックステーションスーパーライブ」でテレビ初披露された。YUKIにとって2度目のMステスーパーライブ出演となった。
2. Night & Day
  - 作曲：横山裕章 / 編曲：YUKI & 玉井健二 & 百田留衣
3. fly(ver.dope out)
  - 作曲：大川一人 / 編曲：沖山優司
  - YUKI concert tour“Dope Out”'15の東京国際フォーラム公演（6月28日）で収録したものを使用。

DVD（初回生産限定盤のみ収録）
1. tonight -Music Video-